# Verneukberg
De Verneukberg is een berg en een natuurgebied in !Karas, Namibië. De berg bevindt zich aan de benedenloop van de Visrivier. Met een hoogte van 857 meter steekt hij zo'n 700 meter boven de canyon van de Visrivier uit. De berg bevindt zich zo'n 30 km zuidwestelijk van Ai-Ais, en 7 km ten noorden van de monding van de Visrivier in de Oranjerivier.